# 하코네 등산 철도 철도선의 차량
하코네 등산 철도 철도선의 차량은 8%의 급한 내리막길을 안전하게 통과할 수 있도록 산악 철도 차량으로서 여러가지의 특수한 사양을 갖추어 있다. 차량의 전장은 14660mm이다. 각 차량에 제어기, 보조 전원 장치, 공기 압축기, 집전 장치를 갖추어 있다. 브레이크는 하구배에서 속도를 억제하면서 천천히 지나가기 위한 발전 제동 (억속 제동 이라고도 함) 및 답면 공기 제동을 장비한다. 차량 옥상에는 큰 발전 제동 용 저항기를 탑재하고 있다. 비상용으로서는 핸드 브레이크 뿐만아니라 탄화 규소로 만든 블록을 압축 공기로 직접적으로 레일에 밀착시킬 레일 브레이크를 가지고 있다. 이 방식은 전자석 흡착 제동과 달리 전원이 없어도 동작 가능하며 보안도가 높다. 궤간 은 1435mm이며 여객 열차로서 운행하는 구간의 전차선 전압은 직류 750V이지만 이리우다 역에 있는 차량기지에서 출, 입고해야 하므로 직류 1500V 의 전차선 아래에서도 운행이 가능한 복 전압 기능이 있다. 최소 반경 30m 인 곡선에 대해서는 윤활유를 사용하지 않은 살수 장치로 레일에 물을 뿌리고 있다. 1개 열차가운데 직류 고압 회로는 인통선 에 의해 연결되어 있으며 3량 편성 시에는 집전 장치는 2대 올리다.

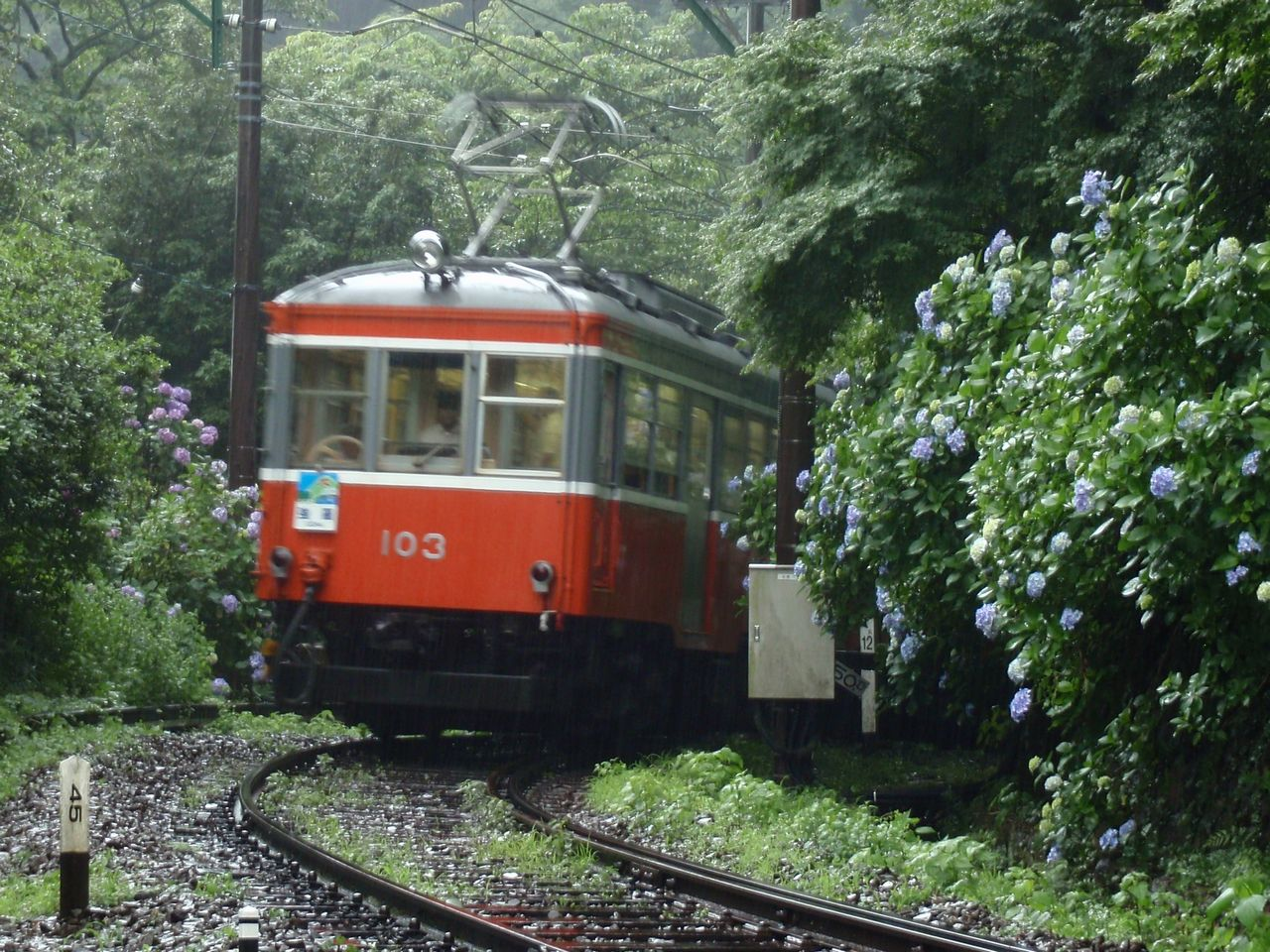
수국꽃 과 등산잔차

## 기존형 전동차
모두가 비슷한 외관을 가지고 있으며 공기 제동은 비상 공기관과 전자 벌브가 병설된 기관차의 단변 같은 직통 공기 브레이크를 채용한다. 가속 제어 및 발전 제동은 수동식이다.

### 모하 1형

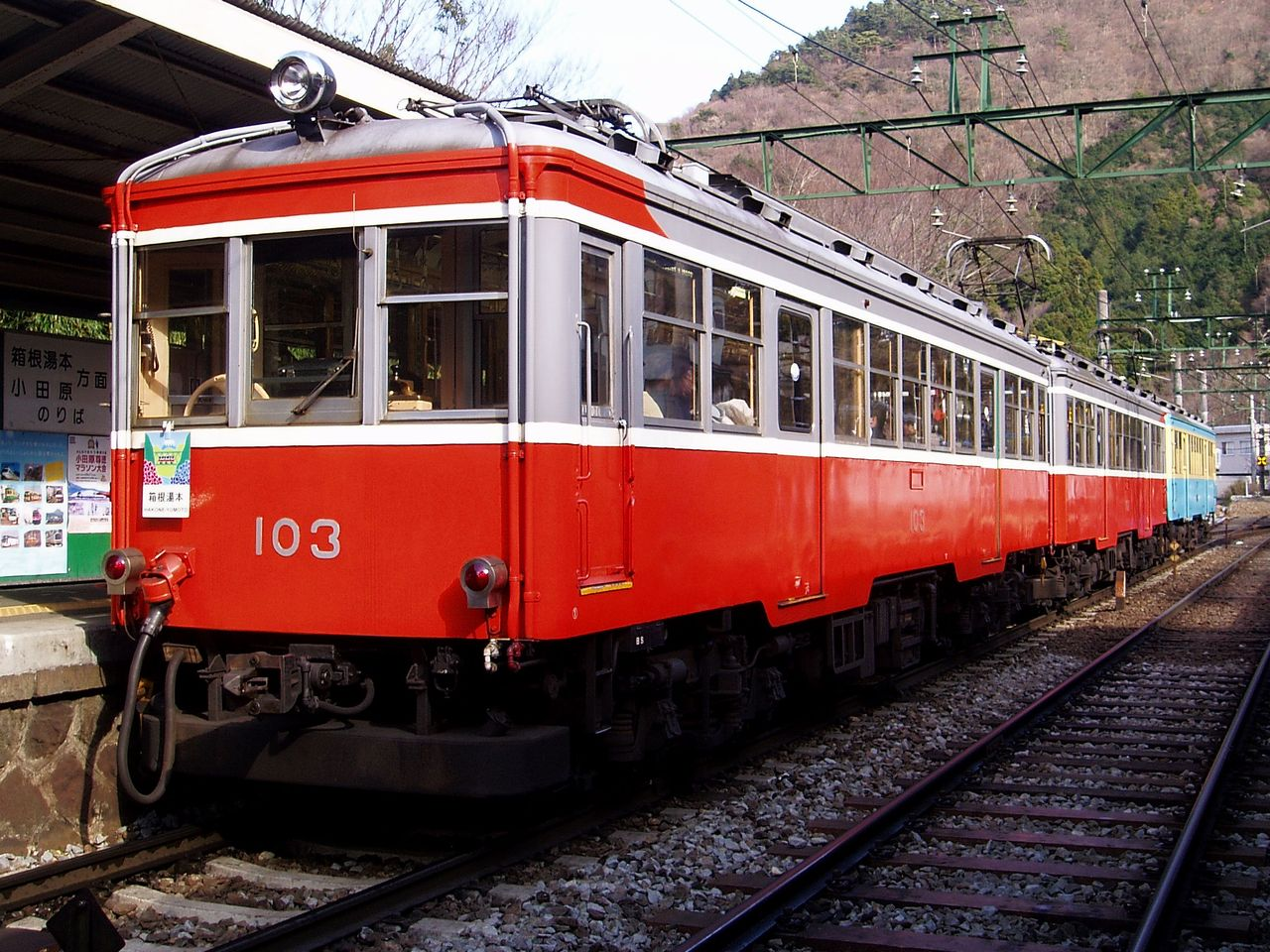
모하 1형

총 4량이 있으며 1993년에 2량 고정 편성화되었다. 2량 사이에는 비상용 통로가 설치되었다. 103 - 107호는 대차는 1960년대에 제작된 것이며 출력 78.3kW 의 견인 전동기를 1량당 4대 갖추어 있으며 주행시에는 노즈 사스펜션 구동 방식에 의한 독특적인 소리를 발생한다. 한편 104 - 106호 편성의 대차는 견인 전동기와 함께 2006년 경 신형으로 교체되었다.

### 모하 2형

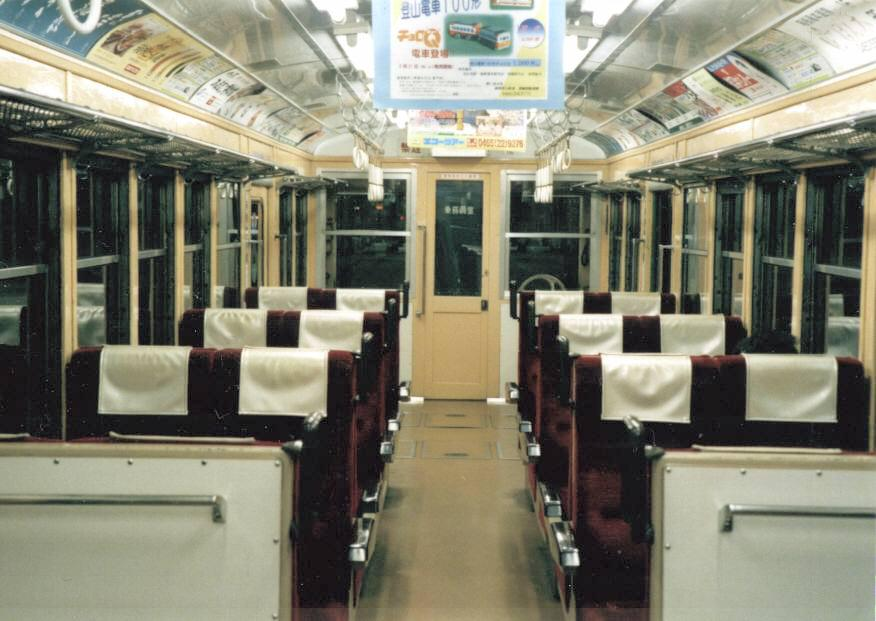
110호 전동차 차내

108호, 109호, 110호가 현존하고 있다. 1980년대에 대차는 신형으로 교체되었다. 출입문 사이에 있는 좌석의 배열은 마주한 형태이다. 모하 1형과 연결함으로써 3량 편성을 조성할 수 있다.

## 신형 전동차

### 1000형

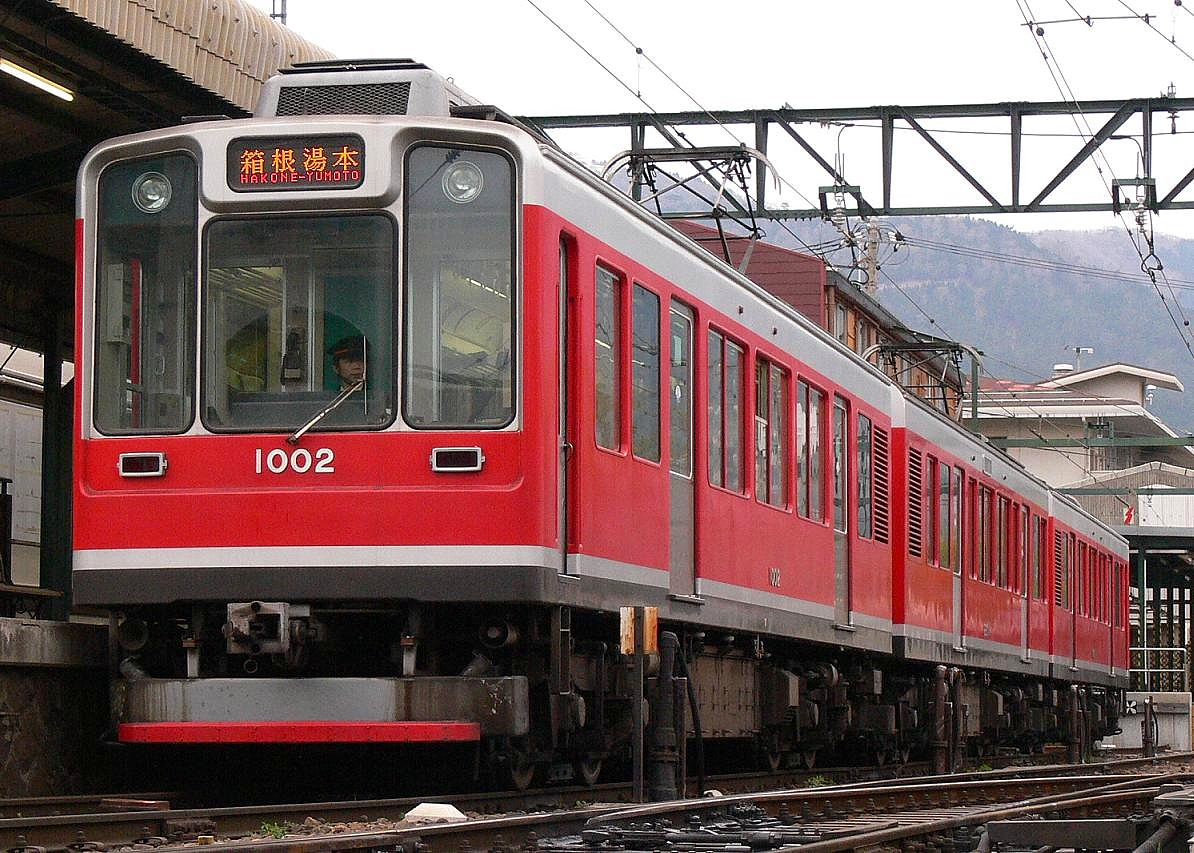
1000형 전동차

1981년과 1984년에 각각 2량씩 등장하였다.  차체 길이는 13800mm, 전폭은 2580mm, 대차 중심 거리는 8500mm이며 대차 차축 거리는 1800mm, 차륜 직경은 860mm이다. 1량당 4대씩 있는 견인 전동기의 출력은 95kW이며 평행 카르단 구동식이다. 공기 제동으로서는 전기 지령 식을 채용한다. 45kVA급 대용량 보조 전원 장치를 갖은 1995년에 제작된 2200형을 사이에 두고 2004년에 3량 편성화 및 냉방 개조 되었다. 차량간 비상 통로가 설치되었다. 편성은 1001-2201-1002 호 와 1003-2202-1004호 가 있다.

### 2000형

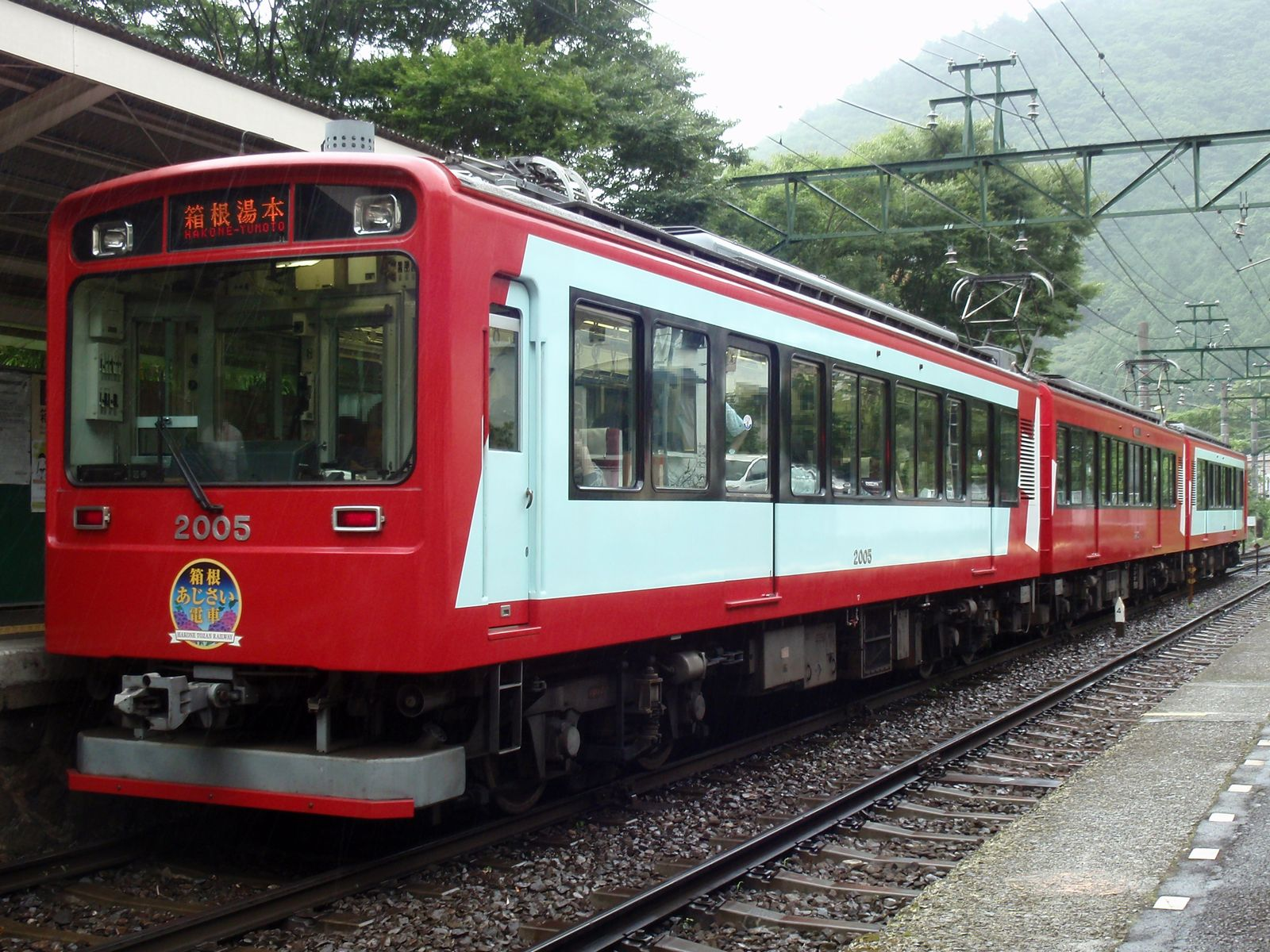
스위스 빙하급행을 본뜬 도색의 2000형 (2009년)

1000형의 설계를 기초로 운전실 정면 유리창을 대형화 한 것이며 처음부터 냉방차로서 등장하였다. 냉방 장치는 객실 일부를 할애해서 설치되었다. 2001 - 2002호 편성은 1989년, 2003 - 2004호는 1991년에 취역하였다. 이 4량의 좌석은 2010년에 장의자로 개조되었다. 1997년에 투입된 2005 - 2203 - 2006 호 편성은 아직도 3량 편성이다.

## 비 영업 차량

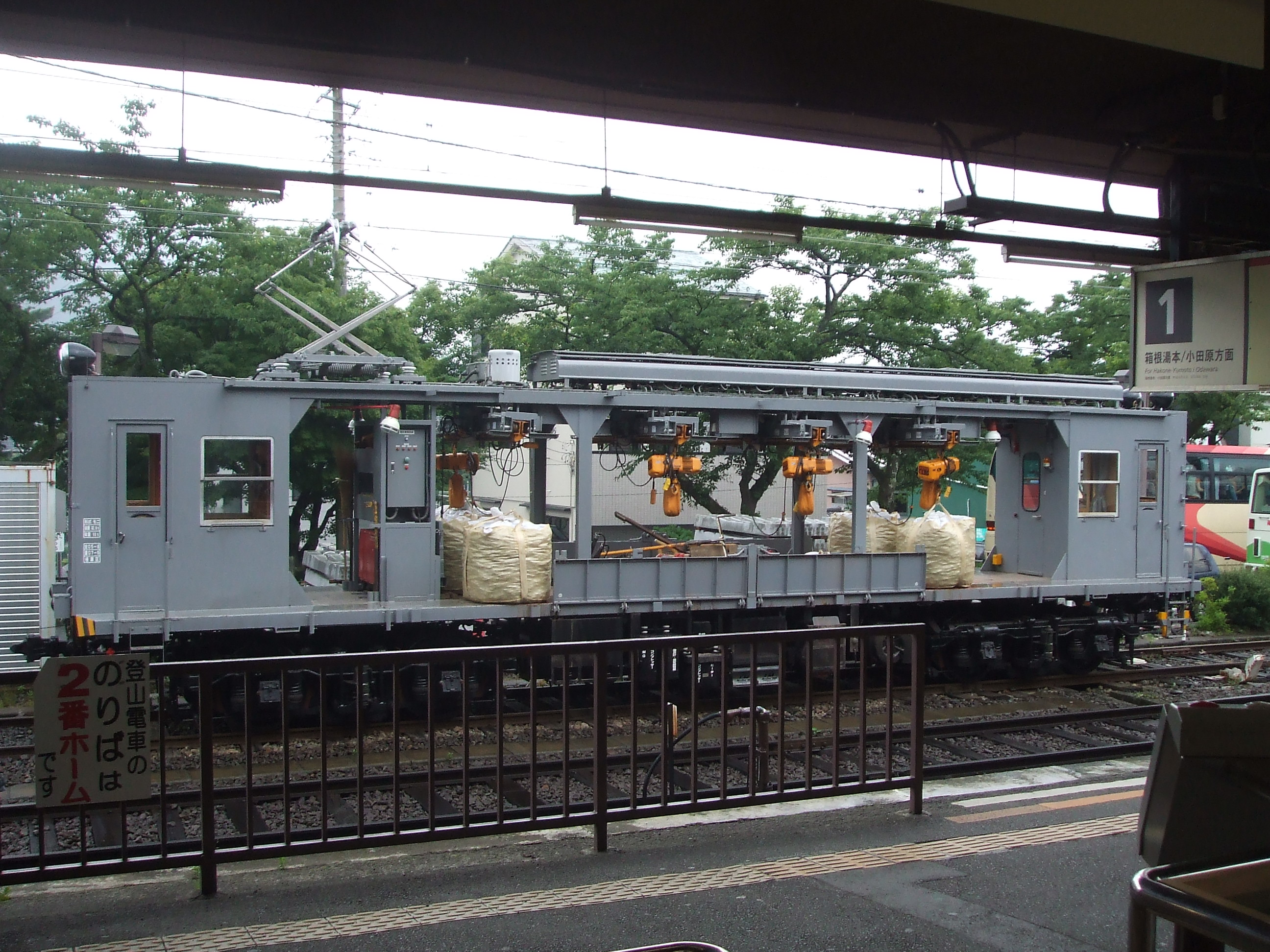
모니 1호

공사용 자재를 운반하기 위한 화물 전동차로서 모니 1호 가 있다. 대차, 차체 공히 1975년에 제작되었다. 낮에는 달릴 적은 거의 없으며 항상 고라 역에서 유치되어 있다.

## 같이 보기
- 하코네 등산 철도 철도선